# Abava
Abava er en flod i det vestlige Letland i landskabet Kurland, den største biflod til Venta fra højre. Abava har sin kilde i Lestenes-Ēnavas Mose i Østkurlands højland 54 moh., og har en længde på 134 kilometer, med et samlet afvandingsareal på cirka 2.042 km². Største bifloder til Abava er Viesata, Imula og Amula. I det øverste af flodens løb er den rettet ud, og løber i nordlig retning. Ved Kandava drejer den mod vest og snor sig kraftigt helt frem til udløbet i Venta. Abavas samlede fald er på 51,8 meter. Floden har flere dolomit-strømfald med strømme på op til to meter i sekundet. Nedenfor Sabile ligger Abava vandfald, et ét meter højt vandfald.